# Husky VMMD

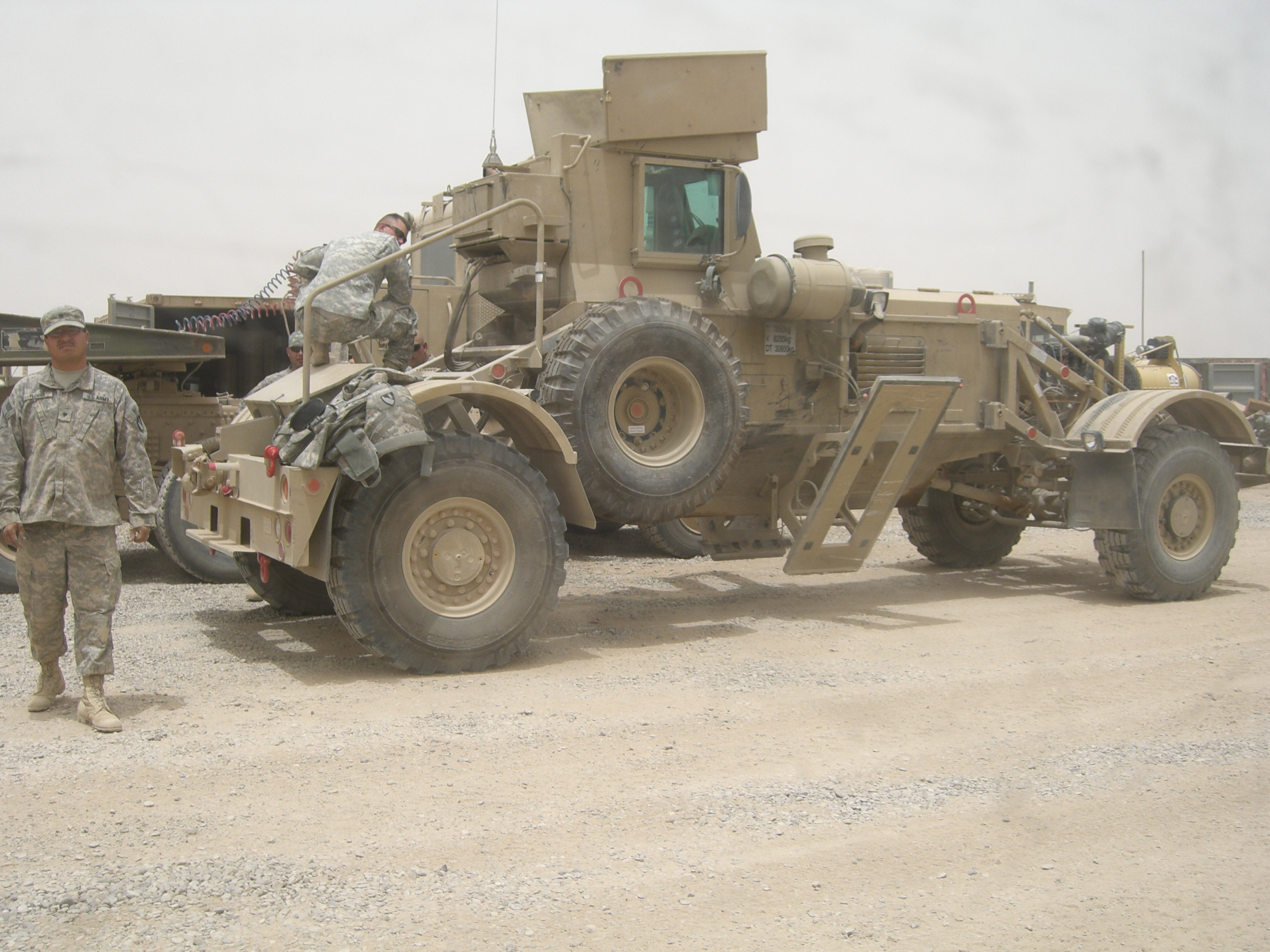

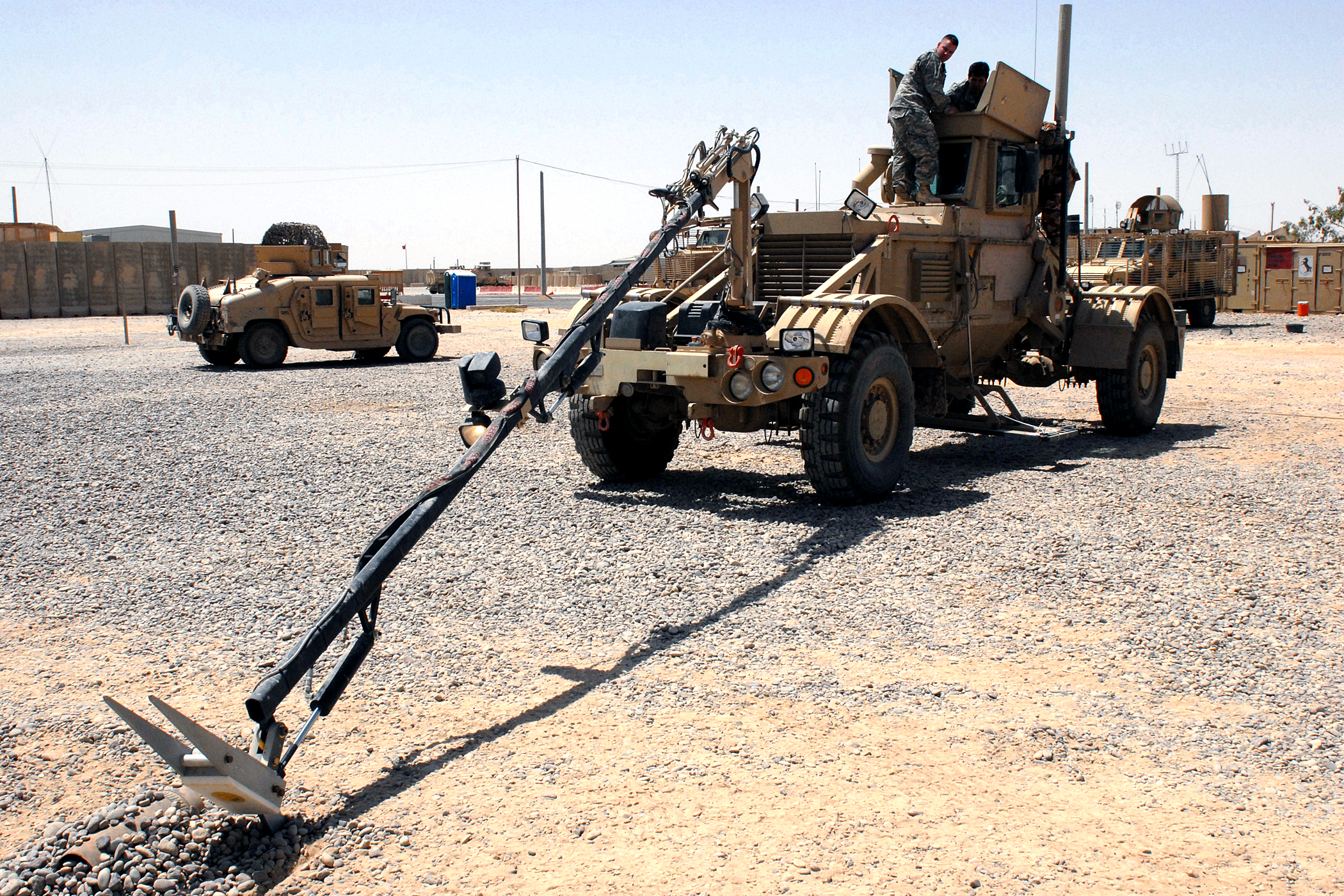
Un Husky avec son bras robotisé.

Husky VMMD (Vehicle Mounted Mine Detector) précédemment nommé Chubby est un véhicule de déminage utilisé par le génie militaire et fabriqué par l'entreprise DCD-Dorbyl Rolling Stock Division (en) basée à East Rand  (Gauteng), en Afrique du Sud.

## Historique
Ce système fut développé dans les années 1970 par l'armée sud-africaine afin d'éliminer les mines menaçant les convois militaires se rendant en Namibie et en Angola lors de la Guerre de la frontière sud-africaine. Le système VMMD est composé de deux véhicules Husky. Le premier agit comme un détecteur de mines (Mine Detection Vehicle -MDV). Dans le passé, il était nommé Meerkat et n'était pas un 4x4. Le deuxième Husky porte un système de 3 herses Duisendpoots, il est désigné comme véhicule remorque de détection de mines (towing /mine detection vehicle -T/MDV)
La dernière version du Husky, la 2G, dispose d'un détecteur de métal à haute sensibilité ainsi qu'un radar à pénétration de sol, des souffleurs d'air très puissants (pour le sable) et un bras articulé robotisé. Ces équipements supplémentaires ont abouti à donner un deuxième membre d'équipage au Husky. Le Husky 2G a été désigné un des 10 engins les plus innovateurs de l'armée américaine en 2010.

## Prêt-à-monter
Le Duisendpoot ressemble à une herse agricole et permet de faire détoner les mines que les systèmes Meerkat et Husky n'ont pas fait détoner.

## Variantes
- Husky Mk I
- Husky Mk II
- Husky Mk III
- Husky 2G (2e generation) - 2 opérateurs

## Utilisateurs
En 2024 le Husky toutes variantes confondues est en service dans les pays suivants :
- Australie - 12 Husky
- Afrique du Sud
- Canada
- France
- Espagne - Armée espagnole - Déployés en Afghanistan dès 2012
- Turquie - 4 - Armée turque - 4 Husky 2G[2]
- Ouganda - 2 - Armée ougandaise - Annoncé en 1995; 1 opérationnel in 2006[3]
- Royaume-Uni - 3
- États-Unis - Nombre inconnu de Husky 2G
- Côte d'Ivoire - 2

Italie, Kenya, Allemagne, Yémen, Inde, et Pakistan ont montré de l'intérêt pour le véhicule.